# Schoeps CMC
Schoeps CMC 5 und CMC 6 sind Module eines modularen Mikrofonsystems des Herstellers Schoeps. Auf den Mikrofonkörper können rund 20 unterschiedliche Mikrofonkapseln mit unterschiedlichen Eigenschaften aufgeschraubt werden.
Das CMC-System wird von Schoeps seit 1973 ununterbrochen hergestellt. Durch seine sehr frequenzstabile Richtcharakteristik und seine hohen Auflösung ist das System besonders bei Klassik-Aufnahmen, aber auch in der Pop-Musik (Flügel, Akustikgitarre, Overhead) beliebt. CMC-Systeme werden auch für Stereomikrofonieverfahren wie ORTF (zwei MK4-Kaspeln), X/Y (zwei MK4-Kaspeln) und M/S (MK8- und MK4- oder MK21-Kaspeln) eingesetzt. Die Mikrofonkaspeln des Systems decken unterschiedlichste Anwendungen wie Kapseln für Entfernungsabnahme von Schall, Mikrofone mit besonderer Richtcharakteristik etc. ab.
In den CMC-Gehäusen ist ein übertragerloser symmetrischer Verstärker eingebaut. Die Systeme CMC 5 und CMS 6 unterscheiden sich vor allem in der Stromversorgung und in den eingebauten Hochpassfiltern. Das CMC 5 bietet eine 48 V-Phantomspeisung. Das System CMC 6 hat zusätzlich einen 12 V-Betriebsmodus mit einer internen Spannungserkennung. Das System CMC 5 hat eine feste Tiefendämpfung, um Trittschall zu dämpfen; mit −6 dB/Oktave werden alle Töne unter 30 Hz bedämpft.